# Amt Engers
Das Amt Engers war ein vom 14. Jahrhundert bis 1794 bestehender Verwaltungs- und Gerichtsbezirk im Kurfürstentum Trier mit Sitz in Engers.

## Geschichte
1362 eroberte Kurfürst Kuno II. von Falkenstein die Stadt Engers. 1371 erhielt das Hochstift auch die formelle Zustimmung des Erwerbs als Reichslehen durch den Kaiser. Das Amt  Engers wurde vermutlich im 14. Jahrhundert unter dem Trierer Kurfürsten Balduin (1307–1354) eingerichtet. Dem Amt stand ein Amtmann vor. In der einer Aufstellung, die Kurfürst Johann II. von Baden 1498 beauftragt hatte, ist das Amt Engers als eines von 59 Ämter erwähnt. Später wurde das (rechtsrheinische) Amt Engers und das (linksrheinische) Amt Bergpflege zusammen verwaltet.
1788 wurde das Amt Engers vom Amt Bergpflege getrennt und mit dem (rechtsrheinischen) Amt Hammerstein zusammengelegt. Mit der Einnahme des Linken Rheinufers durch französischen Revolutionstruppen wurde das Amt Bergpflege nach 1794 aufgelöst. Das Amt Engers und Hammerstein blieb noch bis zum Ende der Kurstaates 1803 durch den Reichsdeputationshauptschluss Teil des Rest-Kurstaates.

## Amtssitz
Sitz des Amtes war die Burg Kunostein in Engers. Im 18. Jahrhundert wurde diese abgerissen und Schloss Engers errichtet.